# Vladimír Coufal
Pour les articles homonymes, voir Coufal.
Vladimír Coufal, né le 22 août 1992 à Ostrava en Tchéquie, est un footballeur tchèque qui évolue actuellement au poste d'arrière droit au TSG Hoffenheim.

## Biographie

### Carrière en club

#### Débuts en professionnel
Vladimir Coufal est formé dans le club du FC Hlučín (en), avec lequel il débute en 2010. En 2012, il est prêté au SFC Opava, en deuxième division tchèque, où il joue quelques matchs.

#### Slovan Liberec
En septembre 2012, il s'engage avec le Slovan Liberec, club qui lui permet de découvrir la première division tchèque. Il joue son premier match le 23 novembre 2012, lors d'une défaite de son équipe par trois buts à zéro contre le Dukla Prague.
Le 20 février 2014, il joue son premier match en Ligue Europa, en étant titularisé lors du deuxième tour aller contre le club néerlandais de l'AZ Alkmaar. Son équipe s'incline par 1 but à 0 dans les toutes dernières minutes du match.
Le 4 octobre 2015, il marque son premier but pour le Slovan Liberec en championnat, lors d'une victoire 3-1 face au Bohemians 1905.
Coufal débute pour la première fois une rencontre avec le brassard de capitaine le 23 octobre 2016, lors d'une victoire face au FC Hradec Králové. Il devient par la suite le capitaine régulier du Slovan Liberec.

#### Slavia Prague
Vladimír Coufal rejoint le SK Slavia Prague le 14 juin 2018. Il signe un contrat courant jusqu'en juin 2021. 
Il joue son premier match avec son nouveau club le 22 juillet 2018, lors de la première journée de championnat sur la pelouse du Sigma Olomouc. Ce jour-là, son équipe s'impose 3-0 et il se distingue en marquant le troisième but sur une passe décisive de Milan Škoda. Coufal se montre également décisif en Ligue Europa, marquant un but face au KRC Genk le 21 février 2019. Il contribue ainsi à la victoire de son équipe (1-4 score final).

#### West Ham United
Le 2 octobre 2020, Vladimír Coufal s'engage avec West Ham United pour un contrat courant jusqu'en juin 2023. Le transfert est estimé à 6 millions d'euros.

#### TSG Hoffenheim
Parti libre de West Ham à expiration de son contrat en juin 2025, Vladimír Coufal signe le 5 août 2025 en faveur du club allemand du TSG Hoffenheim.

### En sélection
Le 11 novembre 2017, Vladimír Coufal honore sa première sélection avec l'équipe de Tchéquie, lors d'une victoire 1-0 face au Qatar en amical, où il est titularisé au poste d'arrière droit.
En 2018, il connaît deux autres sélections : le 6 juin face au Nigeria (victoire 0-1), et le 10 septembre face à la Russie (défaite 5-1).
En mai 2021 Coufal est convoqué avec l'équipe nationale de Tchéquie, figurant dans la liste des 26 joueurs tchèques pour participer à l'Euro 2020.
Il est retenu dans la liste des 26 joueurs tchèques du sélectionneur Ivan Hašek pour participer à l'Euro 2024. Titulaire sur l'ensemble des matchs (Portugal, Turquie et Géorgie), il sera éliminé avec son équipe dès le premier tour. 

## Statistiques
| Saison                | Club                  | Championnat           | Championnat | Championnat | Coupe nationale | Coupe nationale | Coupe de la Ligue | Coupe de la Ligue | Compétition(s) continentale(s) | Compétition(s) continentale(s) | Compétition(s) continentale(s) | Total | Total |
| Saison                | Club                  | Division              | M.          | B.          | M.              | B.              | M.                | B.                | Comp.                          | M.                             | B.                             | M.    | B.    |
| 2010-2011             | FC Hlučín             | D2                    | 14          | 0           | -               | -               | -                 | -                 | -                              | -                              | -                              | 14    | 0     |
| 2011-2012             | SFC Opava (prêt)      | D2                    | 13          | 1           | -               | -               | -                 | -                 | -                              | -                              | -                              | 13    | 1     |
| 2012-2013             | Slovan Liberec        | D1                    | 10          | 0           | 1               | 0               | -                 | -                 | -                              | -                              | -                              | 11    | 0     |
| 2013-2014             | Slovan Liberec        | D1                    | 21          | 0           | 1               | 0               | -                 | -                 | C3                             | 4                              | 0                              | 26    | 0     |
| 2014-2015             | Slovan Liberec        | D1                    | 13          | 0           | 3               | 0               | -                 | -                 | C3                             | 3                              | 0                              | 19    | 0     |
| 2015-2016             | Slovan Liberec        | D1                    | 27          | 1           | 5               | 0               | -                 | -                 | C3                             | 10                             | 1                              | 42    | 2     |
| 2016-2017             | Slovan Liberec        | D1                    | 17          | 0           | -               | -               | -                 | -                 | C3                             | 10                             | 2                              | 27    | 2     |
| 2017-2018             | Slovan Liberec        | D1                    | 30          | 2           | 3               | 0               | -                 | -                 | -                              | -                              | -                              | 33    | 2     |
| Sous-total            | Sous-total            | Sous-total            | 118         | 3           | 13              | 0               | -                 | -                 | -                              | 27                             | 3                              | 158   | 6     |
| 2018-2019             | Slavia Prague         | D1                    | 28          | 3           | -               | -               | -                 | -                 | C1+C3                          | 2+9                            | 0+1                            | 39    | 4     |
| 2019-2020             | Slavia Prague         | D1                    | 32          | 3           | 2               | 0               | -                 | -                 | C1                             | 8                              | 0                              | 42    | 3     |
| 2020-2021             | Slavia Prague         | D1                    | 5           | 0           | -               | -               | -                 | -                 | C1                             | 2                              | 0                              | 7     | 0     |
| Sous-total            | Sous-total            | Sous-total            | 65          | 6           | 2               | 0               | -                 | -                 | -                              | 21                             | 1                              | 88    | 7     |
| 2020-2021             | West Ham United       | Premier League        | 34          | 0           | 2               | 0               | -                 | -                 | -                              | -                              | -                              | 36    | 0     |
| 2021-2022             | West Ham United       | Premier League        | 28          | 0           | -               | -               | 2                 | 0                 | C3                             | 3                              | 0                              | 33    | 0     |
| 2022-2023             | West Ham United       | Premier League        | 27          | 0           | -               | -               | 1                 | 0                 | C3                             | 10                             | 0                              | 38    | 0     |
| 2023-2024             | West Ham United       | Premier League        | 36          | 0           | 2               | 0               | 2                 | 0                 | C3                             | 8                              | 0                              | 48    | 0     |
| 2024-2025             | West Ham United       | Premier League        | 21          | 0           | 1               | 0               | 2                 | 0                 | -                              | -                              | -                              | 24    | 0     |
| Sous-total            | Sous-total            | Sous-total            | 147         | 0           | 5               | 0               | 6                 | 0                 | -                              | 21                             | 0                              | 179   | 0     |
| 2025-2026             | TSG Hoffenheim        | Bundesliga            | 0           | 0           | 1               | 0               | -                 | -                 | -                              | -                              | -                              | 1     | 0     |
| Total sur la carrière | Total sur la carrière | Total sur la carrière | 356         | 10          | 21              | 0               | 6                 | 0                 | -                              | 69                             | 4                              | 452   | 14    |

## Palmarès
- Champion de Tchéquie en 2019 et 2020 avec le Slavia Prague.
- Vainqueur Ligue Europa Conférence en 2023 avec West Ham United.